# Мазо, Евсей Борисович
Евсей Борисович Мазо — советский и российский учёный-медик, лауреат Государственной премии СССР, заслуженный деятель науки РФ, член-корреспондент РАМН, доктор медицинских наук, профессор.

## Биография
В 1949 году Мазо Е. Б. окончил среднюю школу.
В 1955 году окончил 2-й Московский медицинский институт. Во время обучения посещал курсы НСК кафедры физиологии по теме «Трофический нерв сердца», курсы НСК возглавляемые академиком А. Н. Бакулевым кафедры факультетской хирургии, где под руководством Дамир Е. А. разрабатывал тему «Эхинококк печени и его осложнения», на последнем курсе был субординатором на кафедре госпитальной хирургии, заведующим этой кафедрой В. С. Маят. Отработав по распределению в поликлинике № 10 Щербаковского района участковым врачом-терапевтом и одновременно хирургом-экстерном в хирургической клинике отделение Басманной больницы военного факультета, где заведующим был профессор А. С. Ровнов, там он ассистировал и оперировал больных под руководством хирургов — профессоров М. И. Кузина, К. К. Гольдгамера, М. И. Шрайбера, заведующего отделением Д. Л. Ваза, врача В. Волковой. , Евсей Борисович поступил в городскую клиническую ординатуру по урологии и был оставлен в качестве ординатора урологического отделения ГКБ № 1 им. Н. И. Пирогова.
С 1965 по 1966 годах Е. Б. Мазо работает урологом в госпитале кхмеро-советской дружбы (Камбоджа), на его счету около 200 операций, так же он публикуется в местном медицинском журнале. За его высокие профессиональные и человеческие качества правительство страны представило его к награждению орденом Шевалье.
С 1966 года и до конца карьеры Евсей Борисович работал в Российском государственном медицинском университете. В том же году его избрали на должность старшего научного сотрудника. В 1967 году Е. Б. Мазо становиться ассистентом. В 1969 году Евсей Борисович стал доцентом. В 1977 году профессором. В 1994 году стал заведующим кафедрой урологии РГМУ. Е. Б. Мазо прошедший путь до профессора, считает себя учеником А. Я. Пытеля и Н. А. Лопаткина.
Умер в 2008 году. Похоронен на Троекуровском кладбище.

## Научная деятельность
Автор 12 монографий и свыше 500 научных работ. Под его руководством защищено более 40 кандидатских и 5 докторских диссертаций. Он являлся автором 3 операций и семи открытий, защищенных патентами.
В 1963 году Е. Б. Мазо защитил кандидатскую диссертацию «Интубационный наркоз в урологии».
В 1973 году защитил докторскую диссертацию «Диагностика и выбор метода оперативного лечения вазоренальной гипертонии».
Евсей Борисович Мазо был членом редколлегии журнала «Урология» и его научным редактором почти 20 лет, заместителем главного редактора журнала «Сексология и сексопатология».
Е. Б. Мазо много внимания уделял вопросам этиологии и патогенеза различных форм эректильной дисфункции, минимально инвазивным и неоперативным методам лечения доброкачественной гиперплазии простаты, ранней диагностике рака простаты, применению низкоэнергетических лазеров в консервативной урологии. Его лечебной работой и достижением стало применение в клинике нейростимуляции в лечении различных форм нарушения мочеиспускания и «тазовой»
Евсей Борисович является членом президиума и Почетным членом Российского общества урологов, действительным членом Европейской ассоциации урологов, членом-корреспондентом Американской ассоциации урологов, визитирующим профессором Медицинского университета в городе Сиэтле (США), был избран профессором Вашингтонского университета, действительным членом Лазерной Академии России и Международной Академии информатизации. Решением Межакадемического Союза этих учреждений он был награжден орденом Вернадского II степени.

## Научные работы
- «Профилактика нагноений операционной раны у больных с острым гнойным аппендицитом»
- «Общее обезболивание в урологии» (1964)
- «Диагностика и лечение вазоренальной гипертонии» (1974)
- «Радиоизотопная диагностика в уронефрологии» (1977)
- «Простая киста почки» (1978)
- «Новое в патогенезе бесплодия при левостороннем варикоцеле» (1980)
- «Ультразвуковая диагностика васкулогенной эректильной дисфункции» (2003)
- «Гиперактивный мочевой пузырь» (2003)
- «Эректильная дисфункция» (2004)
- «Гольмиевый лазер в оперативной урологии» (2004)
- учебник «Урология» (5 изданий)
- 7 глав в книге «Руководство по геронтологии и гериатрии»

## Семья
- Отец — Мазо Борис Евсеевич (1906—1994)
- Мать — Мазо Мария Яковлевна (1908—1996)
- Супруга — Мазо Эделина Михайловна (1935)
- Сын — Мазо Всеволод Евсеевич (1957), кандидат медицинских наук

## Сочинения
- Эректильная дисфункция (2008)
- Ультразвуковая диагностика васкулогенной эректильной дисфункции (2003)

## Статьи
- Неотложные мероприятия в некоторых экстренных ситуациях в урологии на догоспитальном этапе (2002)
- Неотложная помощь при остром пиелонефрите и гематурии (2004)
- Диагностика и лечение синдрома хронической тазовой боли у мужчин (2004)
- Неотложная помощь при урологических заболеваниях (2004)
- Почечная колика (2006)
- Почечная колика (2008)